# Loren Coleman
Loren Coleman é um escritor norte americano, famoso por escreve o livro The Copycat Effect, (Efeito copycat) que descreve o efeito da mídia sobre a mente de alguns tipos de criminosos.

## Educação
Coleman estudou antropologia e zoologia na Southern Illinois University Carbondale, e trabalho social psiquiátrico na Simmons College School of Social Work em Boston. Aprofundou os estudos em antropologia na Brandeis University e de sociologia na University of New Hampshire. Coleman ensinou em universidades de New England entre 1980 e 2004, sendo também pesquisador sênior na Edmund S. Muskie School of Public Policy de 1983 a 1996, antes de se aposentar para escrever, ministrar palestras e fazer consultoria.

## Cryptozoologia

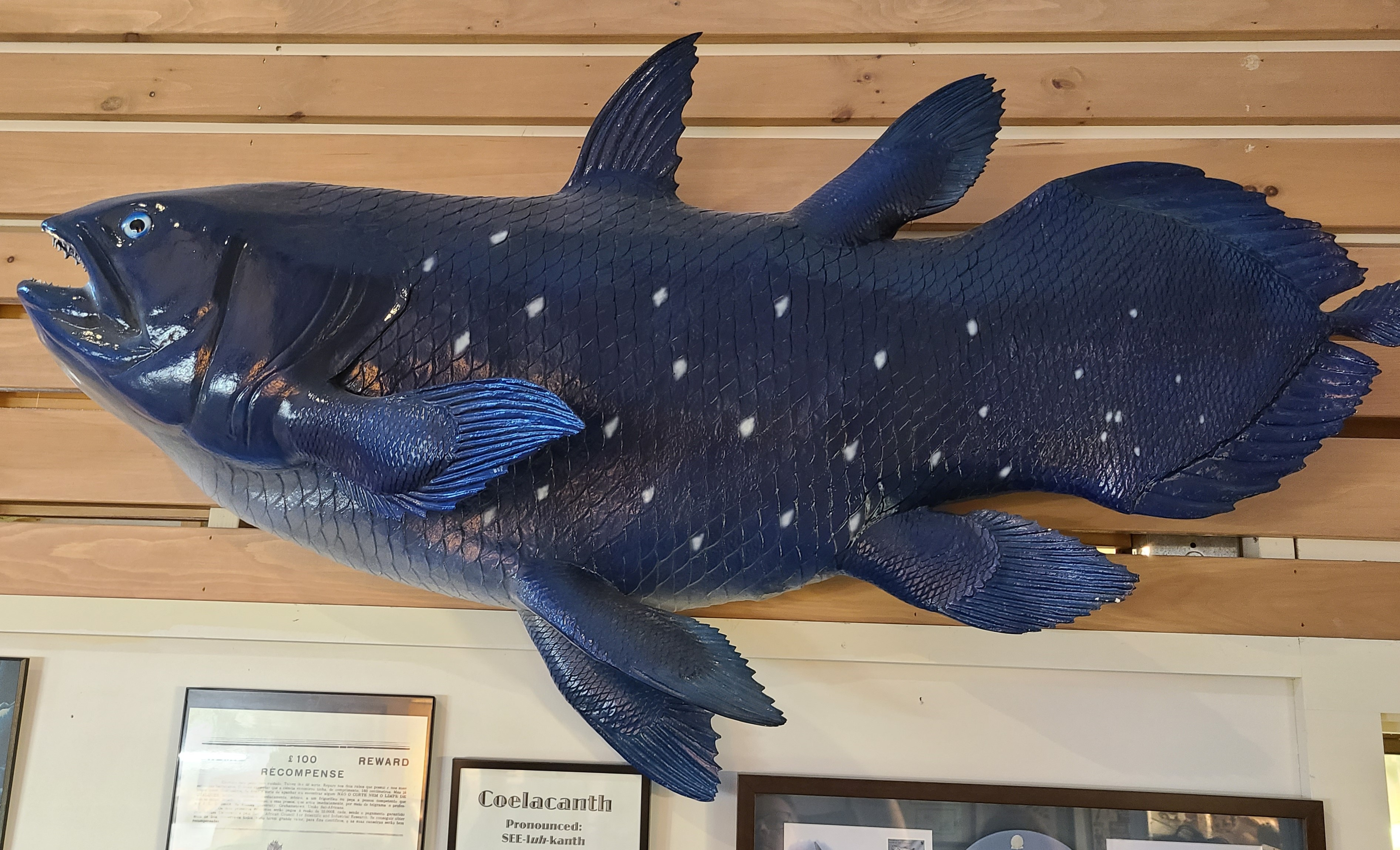
Um modelo de celacanto exibido no Museu Internacional de Criptozoologia, em uma das exposições que destacam criaturas enigmáticas estudadas no campo da criptozoologia. A imagem remete à importância do celacanto, um peixe que, por muito tempo, foi considerado extinto até ser redescoberto na década de 1930. O celacanto é frequentemente citado em debates criptozoológicos como um exemplo de espécie que ressurgiu, refletindo a busca por evidências de criaturas mistérios e esquecidos pela ciência convencional. A foto, tirada em 2023, também destaca o papel de Loren Coleman no estudo dessas criaturas raras e na promoção de investigações relacionadas

Coleman escreve sobre cultura popular, mistérios animais, folclore e criptozoologia. Um editor do Skeptical Inquirer disse que "entre caçadores de monstros, Loren é um dos mais renomados". Ele apareceu em entrevistas na tv e no rádio falando sobre o tema. Escreveu artigos e livros de criptologia e outros tópicos forteanos. Foi consultor de publicidade no filme The Mothman Prophecies.
Coleman realizou trabalhos de campo nos Estados Unidos, Canadá e México, no qual tratava de avistamentos, rastros e tradições nativas sobre o Pé-grande. Ele escrevu sobre o Tom Slick, patrocinador das expedições em busca do Yeti e do Pé-Grande, e apareceu na NPR discutindo a morte de Grover Krantz.[carece de fontes?] Coleman ganhou prêmios por seu trabalho documental e literário.

### Museu Internacional de Criptozoologia
Coleman estabeleceu seu International Cryptozoology Museum em 2003 na cidade de Portland, estado do Maine.
Também contribuiu para a exibição "Cryptozoology: Out of Time Place Scale," no Bates College Museum of Art (24 de junho a 8 de outubro de 2006) e no H & R Block Artspace do Kansas City Art Institute (28 de outubro a 20 de dezembro de 2006). Ele deu a palestra "An Introduction to Cryptozoology," no simpósio da Bates College em outubro de 2005 e proferiu um discurso similar no American Museum of Natural History em 2007.
Coleman também contribuiu com o catálogo de exibições de 2006 da Bates, intitulado Cryptozoology: Out of Time Place Scale (JRP/Ringier Books, Switzerland, 2006). Além disso, escreveu o ensaio “Cryptids” para Alexis Rockman (Monacelli Press, 2005).
O novo local do museu foi revelado no início de outubro de 2009. Ocupará a porção de trás da The Green Hand, uma loja de Portland especializada em ficção estranha e espera-se que a inauguração ocorra em novembro.

## Efeito Copycat
Coleman tem mestrado em trabalho social e atua como consultor para o Maine Youth Suicide Program. Uma preocupação específica é o assassinato-suicídio entre jovens, assim como a possível influência da cobertura da mídia, que o levou a escrever o livro The Copycat Effect. Ele foi convidade para discutir os resultados dos tiroteios em escolas e sobre qual a melhor maneira de lidar com o problema.